# Adolf Siegl

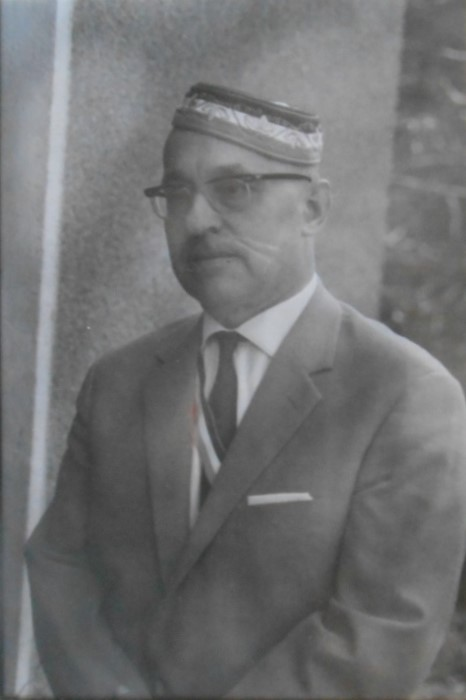
Adolf Siegl

Adolf Johann Oskar Siegl (* 29. August 1908 in Teplitz-Schönau; † 1999 in Herne) war ein deutscher Chemiker. Zu historischer Bedeutung kam er als Chronist des Prager Studentenlebens.

## Leben
Siegl besuchte die Oberrealschule in Teplice. Er war in einem Pennalcorps aktiv und focht Manschettenmensuren. Nach dem Abitur studierte er in Prag an der Karl-Ferdinands-Universität Naturwissenschaften. Wie Fritz Mussehl wurde er 1929 im Corps Frankonia Prag recipiert.  Siegl wurde am 27. Mai 1933 zum Dr. rer. nat. promoviert. Nachdem er Wissenschaftlicher Assistent an der Friedrich-Alexander-Universität Erlangen gewesen war, war er bei verschiedenen Firmen der Brennstofftechnik tätig, u. a. bei Siemens. Verheiratet war er seit 1939 mit Maria Agnes Siegl geb. Oberfohren. Im Zweiten Weltkrieg diente er bei einem Grenadier-Regiment und an der Schule der Nebeltruppe in Celle. Als beratender Chemiker bei einem Stab im Westen geriet er in US-amerikanische Kriegsgefangenschaft. Nach der Entlassung war er ab 1946 Chemiker bei der Rhein-Elbe-Bergbau AG. Lange vor der Pensionierung begann er über das Studentenleben an der Prager Universität zu schreiben. 

„Ein Studentenleben voll barocker Romantik war hier erblüht, wie es in diesem unseren Jahrhundert trotz Marburg und Tübingen, trotz Heidelberg und Jena wohl nirgends mehr zu finden war.“

Die meisten Beiträge erschienen in Einst und Jetzt, dem Jahrbuch des Vereins für corpsstudentische Geschichtsforschung.

## Veröffentlichungen
- Prager Studentenlieder. Deutsche Corpszeitung 60 (1959), S. 119–121.
- Die Schillerfeier in Prag vor hundert Jahren, die Wiege der Corps in Österreich. Deutsche Corpszeitung 60 (1959), S. 183–186.
- Über Namen und Farben österreichischer Corps. Deutsche Corpszeitung 62 (1961), S. 142–144.
- Zur Geschichte des Mensurwesens im Prager SC. Einst und Jetzt, Bd. 9 (1964), S. 128–136.
- Der Corpsphilister-Verband im tschechoslowakischen Staat. Einst und Jetzt, Bd. 14 (1969), S. 160–162.
- Aus der Gründungszeit der Prager Corps. Einst und Jetzt, Bd. 16 (1971), S. 131–144.
- Die „Elegie an Prag“ des Dr. med. Keim. Einst und Jetzt, Bd. 18 (1973), S. 197–201.
- Die suspendierten Corps des Prager SC [Moldavia 1860]. Einst und Jetzt, Bd. 18 (1973), S. 197–201.
- Die suspendierten Corps des Prager SC – Rugia. Einst und Jetzt, Bd. 19 (1974), S. 222–223.
- Die Prager deutschen Hochschulen und ihre Studenten in den Jahren von 1870 bis 1914. Einst und Jetzt, Bd. 21 (1976), S. 95–133.
- Die Schließung der deutschen Hochschulen in Prag [1945]. Einst und Jetzt, Bd. 24 (1979), S. 95–104.
- „Abraham“ und „Osman“ – zwei Originale der Prager deutschen Studentenschaft. Einst und Jetzt, Bd. 28 (1983), S. 159–166.
- Univ.-Prof. Dr. Alois von Brinz, Sueviae München, Frankoniae Prag, und seine Prager Lehrtätigkeit [1857–1866]. Einst und Jetzt, Bd. 29 (1984) S. 179–183.
- Die Gründung der mittelalterlichen Universität zu Prag. Einst und Jetzt, Bd. 30 (1985), S. 87–112.
- Die Gründung des AHSC zu Wien. Einst und Jetzt, Bd. 31 (1986), [1885], S. 223–233.
- Corpsstudenten unter den politisch verdächtigen Studenten des Vormärzes. Einst und Jetzt, Bd. 32 (1987), S. 89–96.